# Is This Whatcha Wont?
Is This Whatcha Wont? es el sexto álbum de estudio del cantante, compositor y productor estadounidense Barry White, lanzado el 30 de noviembre de 1976 por la compañía discográfica 20th Century Records. El disco fue arreglado orquestalmente por Barry White y Gene Page. El álbum llegó a la posición #25 de la lista de Álbumes R&B, el primero de White en no alcanzar el Top Diez, y alcanzó la posición número #125 de la lista Billboard 200. El álbum contiene dos sencillos, Don't Make Me Wait Too Long y I'm Qualified to Satisfy You, los cuales llegaron a las posiciones número #20 y #25 de la lista de sencillos Billboard R&B respectivamente. Ninguno de los sencillos llegaron al Top Diez de esta lista. Ambas canciones llegaron respectivamente a las posiciones #17 y #37 en el Reino Unido. El álbum fue remasterizado digitalmente y relanzado en formato CD el 19 de marzo de 1996 por Mercury Records.

## Listado de canciones
Todas las canciones escritas y compuestas por Barry White. 
| Side one |                                                    |          |  |
| N.º      | Título                                             | Duración |  |
| 1.       | «Don't Make Me Wait Too Long»                      | 4:42     |  |
| 2.       | «Your Love - So Good I Can Taste It (Parts 1 & 2)» | 12:33    |  |

| Side two |                                  |          |  |
| N.º      | Título                           | Duración |  |
| 1.       | «I'm Qualified to Satisfy You»   | 4:27     |  |
| 2.       | «I Wanna Lay Down With You Baby» | 8:55     |  |
| 3.       | «Now I'm Gonna Make Love to You» | 4:58     |  |

Todas las canciones están compuestas por Barry White.

## Listas
| Lista (1976)                | Posición |
| --------------------------- | -------- |
| U.S. Billboard Top LPs      | 125      |
| U.S. Billboard Top Soul LPs | 25       |

Sencillos
| Año  | Sencillo                       | Posición más alta | Posición más alta | Posición más alta | Posición más alta |
| Año  | Sencillo                       | US                | US R&B            | US Dan            | UK                |
| ---- | ------------------------------ | ----------------- | ----------------- | ----------------- | ----------------- |
| 1976 | "Don't Make Me Wait Too Long"  | 105               | 20                | —                 | 17                |
| 1976 | "I'm Qualified to Satisfy You" | —                 | 25                | 30                | 37                |